# Icapuí
Icapuí là một đô thị thuộc bang Ceará, Brasil. Đô thị này có diện tích 428,688 km², dân số năm 2007 là 18189 người, mật độ 42,43 người/km².